# Erik Nys
Erik Nys, född 27 juli 1973, är en friidrottare från Belgien. Han deltog vid olympiska sommarspelen 1996 och olympiska sommarspelen 2000.